# Espiel
Espiel – gmina w Hiszpanii, w prowincji Kordoba, w Andaluzji, o powierzchni 437,26 km². W 2011 roku gmina liczyła 2464 mieszkańców.